# Väter der Klamotte/Episodenliste
Diese Episodenliste umfasst alle 199 Folgen der Klamauk-Fernsehreihe Väter der Klamotte. Die vom 5. Oktober 1973 bis zum 31. Mai 1986 im ZDF ausgestrahlte und produzierte Serie bestand aus Stummfilmkomödien der 1920er bis 1930er Jahren mit Stars wie  Charley Chase, Buster Keaton, Fatty Arbuckle, Snub Pollard, Will Rogers, Billy Bevan, Ben Turpin, Larry Semon, Stan Laurel, Oliver Hardy oder Charlie Chaplin, die auf eine Länge von 25 Minuten neu zusammengeschnitten wurden. Diese Filme kommentierte hauptsächlich der Kabarettist Hanns Dieter Hüsch mit von ihm gesprochenen Texten. Es wurde aber auch auf Tonkurzfilme aus den 1930er und 1940er Jahren zurückgegriffen.

## Episodenliste
| Nr. (ges.) | Nr. (St.) | Originaltitel                          | Erstausstrahlung D | Darsteller                                                  |
| ---------- | --------- | -------------------------------------- | ------------------ | ----------------------------------------------------------- |
| 1          | 1         | Ein reizendes Früchtchen               | 5. Okt. 1973       | Al St. John                                                 |
| 2          | 2         | Der Frosch in der Suppe                | 12. Okt. 1973      | Billy Bevan, Andy Clyde                                     |
| 3          | 3         | Die Süße auf dem Feuerstuhl            | 19. Okt. 1973      | Dorothy Devore                                              |
| 4          | 4         | Der Jüngling im Teich                  | 26. Okt. 1973      | Betty Mack, Charley Chase, Frank Austin                     |
| 5          | 5         | An die Steppdecke gefesselt            | 2. Nov. 1973       | Jack Duffy                                                  |
| 6          | 6         | Das listige Mäuslein                   | 9. Nov. 1973       | Neal Burns, Jack Duffy                                      |
| 7          | 7         | Mit der Nadel in der Hand              | 16. Nov. 1973      | Billy Dooley                                                |
| 8          | 8         | Is' was, Opa?                          | 23. Nov. 1973      | Jack Duffy                                                  |
| 9          | 9         | Hahn im Korb                           | 30. Nov. 1973      | Bobby Vernon                                                |
| 10         | 10        | Die Kuh auf zwei Beinen                | 7. Dez. 1973       | Jimmie Adams                                                |
| 11         | 11        | Die Backstein-Serenade                 | 14. Dez. 1973      | Snub Pollard                                                |
| 12         | 12        | Der König in der Gardine               | 21. Dez. 1973      | Harry Langdon                                               |
| 13         | 13        | Der nützliche Hosenträger              | 28. Dez. 1973      | Ben Turpin                                                  |
| 14         | 14        | Der Professor im Negligé               | 4. Jan. 1974       | Madeline Hurlock, Ben Turpin                                |
| 15         | 15        | Die zärtliche Löwenquaste              | 11. Jan. 1974      | Billy Bevan, Andy Clyde                                     |
| 16         | 16        | Der Alte in der Backröhre              | 18. Jan. 1974      | Jack Duffy                                                  |
| 17         | 17        | Der Hund im Steckkissen                | 25. Jan. 1974      | Billy Dooley                                                |
| 18         | 18        | Löwenherz und Zitterhose               | 1. Feb. 1974       | Neal Burns, Vera Steadman                                   |
| 19         | 19        | Der maskierte Verehrer                 | 8. Feb. 1974       | Bobby Vernon                                                |
| 20         | 20        | Die Braut auf dem Balkon               | 15. Feb. 1974      | Neal Burns                                                  |
| 21         | 21        | Der verschleierte Herr                 | 22. Feb. 1974      | Ben Turpin                                                  |
| 22         | 22        | Der geheilte Jammerlappen              | 1. März 1974       | Billy Bevan, Madeline Hurlock                               |
| 23         | 23        | Der Sprung ins Leere                   | 8. März 1974       | Neal Burns                                                  |
| 24         | 24        | Der Baron in der Wanne                 | 15. März 1974      | Charley Chase, Mildred June, Stewart Holms                  |
| 25         | 25        | Das Opfer der Juwelenmieze             | 22. März 1974      | Billy Dooley                                                |
| 26         | 26        | Der wundersame Dudelsack               | 29. März 1974      | Jack Duffy                                                  |
| 27         | 27        | Bunter Abend – blaues Auge             | 5. Apr. 1974       | Billy Bevan                                                 |
| 28         | 28        | Der treuherzige Ganovenschreck         | 19. Apr. 1974      | Buster Keaton                                               |
| 29         | 29        | Katz und Maus im Hosenbein             | 26. Apr. 1974      | Billy Bevan                                                 |
| 30         | 30        | Der mißbrauchte Bräutigam              | 3. Mai 1974        | Walter Hiers                                                |
| 31         | 31        | Der Kraftprotz am Flaschenzug          | 10. Mai 1974       | Buster Keaton                                               |
| 32         | 32        | Der Helm auf der Nase                  | 17. Mai 1974       | Harry Langdon                                               |
| 33         | 33        | Die Macht des weißen Häuptlings        | 24. Mai 1974       | Buster Keaton                                               |
| 34         | 34        | Raub der Strandnixen                   | 31. Mai 1974       | Snub Pollard                                                |
| 35         | 35        | Die Braut im Wäschesack                | 7. Juni 1974       | Carlton Griffin, Charley Chase, Thelma Todd                 |
| 36         | 36        | Blaskonzert im Nachtexpress            | 14. Juni 1974      | Charley Chase, James Finlayson, Louise Carver               |
| 37         | 37        | Der findige Spritzenmann               | 21. Juni 1974      | Buster Keaton                                               |
| 38         | 38        | Ein teuflisches Geschenk               | 28. Juni 1974      | Charley Chase, Clarence Wilson, Muriel Evans                |
| 39         | 39        | Ein Bett voller Kätzchen               | 5. Juli 1974       | Charley Chase, Ida Schumacher, Muriel Evans                 |
| 40         | 40        | Der verbogene Ballermann               | 12. Juli 1974      | Jimmie Adams                                                |
| 41         | 41        | Tarzan und die glückliche Kuh          | 19. Juli 1974      | Carlton Griffin, Charley Chase, Muriel Evans                |
| 42         | 42        | Kuchenteig im Abendkleid               | 26. Juli 1974      | Charley Chase                                               |
| 43         | 43        | Zum Nachtisch flotte Damen             | 2. Aug. 1974       | Anita Garvin, Charley Chase, Thelma Todd                    |
| 44         | 44        | Pinsel auf dem Frühstücksbrot          | 9. Aug. 1974       | Betty Mack, Billy Gilbert, Charley Chase                    |
| 45         | 45        | Der kopflose Ritter                    | 16. Aug. 1974      | Billy Gilbert, Charley Chase, Thelma Todd                   |
| 46         | 46        | Hilfe, ein Weib                        | 23. Aug. 1974      | Carmen Guerrero, Charley Chase, Edgar Kennedy               |
| 47         | 47        | Im Hotel zur Flotten Biene             | 30. Aug. 1974      | Charley Chase, James Finlayson, Thelma Todd                 |
| 48         | 48        | Schüsse aus der Küche                  | 6. Sep. 1974       | Charley Chase, Constance Bergen, Dorothy Appleby            |
| 49         | 49        | Die kraftvolle Verwandtschaft          | 13. Sep. 1974      | Buster Keaton                                               |
| 50         | 50        | Das versteigerte Gebiß                 | 20. Sep. 1974      | Snub Pollard                                                |
| 51         | 51        | Das Unglück mit der Dicken             | 27. Sep. 1974      | Billy Bevan                                                 |
| 52         | 52        | Sitzplatz auf der Sahnetorte           | 4. Okt. 1974       | Charley Chase, Eddie Dunn, James Finlayson                  |
| 53         | 53        | Zwei Herren im Dreivierteltakt         | 11. Okt. 1974      | Charley Chase, Dell Henderson, June Marlowe                 |
| 54         | 54        | Der gequälte Sultan                    | 18. Okt. 1974      | Billy Dooley                                                |
| 55         | 55        | Purzel, der rasende Catcher            | 25. Okt. 1974      | Buster Keaton                                               |
| 56         | 56        | Schnappschüsse am Tatort               | 8. Nov. 1974       | Harry Langdon                                               |
| 57         | 57        | Die unentbehrliche Kopfmassage         | 15. Nov. 1974      | Jimmie Adams                                                |
| 58         | 58        | Konzert mit Knüppel und Besen          | 22. Nov. 1974      | Buster Keaton                                               |
| 59         | 59        | Das Gesicht auf der Fußsohle           | 29. Nov. 1974      | Anita Garvin, Charley Chase, Shirley Palmer                 |
| 60         | 60        | Im Tanzsaal mit fallender Hose         | 6. Dez. 1974       | Carlton Griffin, Charley Chase, Thelma Todd                 |
| 61         | 61        | Ein feuchter Parkplatz                 | 13. Dez. 1974      | Billy Gilbert, Charley Chase, Muriel Evans                  |
| 62         | 62        | Direktor Wibbelsterz                   | 20. Dez. 1974      | Neal Burns, Billy Engle                                     |
| 63         | 63        | Die Krone auf dem Glatteis             | 27. Dez. 1974      | Billy Bevan                                                 |
| 64         | 64        | Die Stute mit dem Hute                 | 3. Jan. 1975       | Jimmie Adams                                                |
| 65         | 65        | Herkules im Teppich                    | 10. Jan. 1975      | Neal Burns                                                  |
| 66         | 66        | Zwei Herren auf Hochzeitsreise         | 17. Jan. 1975      | Charley Chase, Dell Henderson, Muriel Evans                 |
| 67         | 67        | Der hosenlose Opa                      | 24. Jan. 1975      | Max Davidson                                                |
| 68         | 68        | Der Mord an der Puppe                  | 31. Jan. 1975      | Charley Chase, Martha Sleeper, Oliver Hardy                 |
| 69         | 69        | Eine öffentliche Entkleidung           | 7. Feb. 1975       | Charley Chase, Gay Seabrook, Joyce Compton, Rosina Lawrence |
| 70         | 70        | Oma, der Gangsterschreck               | 14. Feb. 1975      | Bobby Vernon                                                |
| 71         | 71        | Käse auf der Brust                     | 21. Feb. 1975      | Harry Langdon                                               |
| 72         | 72        | Der Herzog am Flaschenzug              | 28. Feb. 1975      | Dell Henderson, Jacqueline Wells, Charley Chase             |
| 73         | 73        | Das Mißverständnis im Umkleidezelt     | 2. Mai 1975        | Buster Keaton, Lona Andre, Tiny Sandford                    |
| 74         | 74        | Tumult im Grand-Hotel                  | 9. Mai 1975        | Bobby Vernon                                                |
| 75         | 75        | Das Ohr der Dame Cellini               | 16. Mai 1975       | Andy Clyde                                                  |
| 76         | 76        | Der Sturz auf den Gatten               | 23. Mai 1975       | Oliver Hardy, Stan Laurel                                   |
| 77         | 77        | Das Ferkel unter der Haube             | 30. Mai 1975       | Bobby Vernon                                                |
| 78         | 78        | Die Kohlen sind alle                   | 6. Juni 1975       | Andy Clyde                                                  |
| 79         | 79        | Die Faust des wilden Bruno             | 13. Juni 1975      | Billy Dooley                                                |
| 80         | 80        | Der schlabberige Säbel                 | 20. Juni 1975      | Charlie Chaplin                                             |
| 81         | 81        | Trumpf am Strumpf                      | 27. Juni 1975      | Billy Bevan                                                 |
| 82         | 82        | Der Karpfen im Zylinder                | 4. Juli 1975       | Snub Pollard                                                |
| 83         | 83        | Eier auf dem Anzug                     | 11. Juli 1975      | Neal Burns                                                  |
| 84         | 84        | Rasende Kisten auf den Pisten          | 18. Juli 1975      | Billy Bevan, Andy Clyde                                     |
| 85         | 85        | Carmen und ihre Stiere                 | 25. Juli 1975      | Charlie Chaplin                                             |
| 86         | 86        | Anita, die Lose                        | 1. Aug. 1975       | Anita Garvin, Charley Chase, James Finlayson                |
| 87         | 87        | Der Rächer auf dem Bullen              | 8. Aug. 1975       | Charley Chase, George Siegmann, Katherine Grant             |
| 88         | 88        | Die fette Braut auf dem Holzweg        | 15. Aug. 1975      | Neal Burns                                                  |
| 89         | 89        | Tomaten auf Polizistenaugen            | 22. Aug. 1975      | Betty Mack, Charley Chase, Tiny Sandford                    |
| 90         | 90        | Zitternde Hand am glühenden Colt       | 29. Aug. 1975      | Ben Turpin                                                  |
| 91         | 91        | Der Vater als Vogelscheuche            | 5. Sep. 1975       | Bobby Vernon                                                |
| 92         | 92        | Die rettende Badewanne                 | 12. Sep. 1975      | Buster Keaton                                               |
| 93         | 93        | Der Polizist in der Vase               | 19. Sep. 1975      | Bobby Vernon                                                |
| 94         | 94        | Golfspieler im Morast                  | 26. Sep. 1975      | Stan Laurel, Oliver Hardy                                   |
| 95         | 95        | Rivalen im Maisfeld                    | 5. Dez. 1975       | Buster Keaton                                               |
| 96         | 96        | Der Verlobte an der Wäscheleine        | 12. Dez. 1975      | Buster Keaton                                               |
| 97         | 97        | Der erbarmungslose Baßgeiger           | 19. Dez. 1975      | Harry Langdon                                               |
| 98         | 98        | Opa im Federkleid                      | 2. Jan. 1976       | Jack Duffy                                                  |
| 99         | 99        | Die Überraschung unter der Bettdecke   | 9. Jan. 1976       | Harry Langdon                                               |
| 100        | 100       | Der verräterische Schluckauf           | 16. Jan. 1976      | Charley Chase, Thelma Todd                                  |
| 101        | 101       | Ein Graf als Ganove                    | 23. Jan. 1976      | Billy West                                                  |
| 102        | 102       | Der Affe im Frack                      | 30. Jan. 1976      | Buster Keaton                                               |
| 103        | 103       | Der Chef im Bottich                    | 6. Feb. 1976       | Buster Keaton, Fatty Arbuckle                               |
| 104        | 104       | Liebe, Schüsse und ein General         | 13. Feb. 1976      | Ben Turpin                                                  |
| 105        | 105       | Der humorlose Chef im Sumpf            | 20. Feb. 1976      | Billy Bevan, Vernon Dent                                    |
| 106        | 106       | Ein knuspriger Braten                  | 27. Feb. 1976      | Snub Pollard                                                |
| 107        | 107       | Am Tisch des Kommissars                | 5. März 1976       | Buster Keaton                                               |
| 108        | 108       | Brautgewand in falscher Hand           | 12. März 1976      | Charles Farrell                                             |
| 109        | 109       | Weiße Mäuse im Pelz                    | 19. März 1976      | Frank Butler, Laura Roessing                                |
| 110        | 110       | Das einsame Bier                       | 26. März 1976      | Harry Langdon                                               |
| 111        | 111       | Ein Tollpatsch wirft Anker             | 2. Apr. 1976       | Frank Butler, Laura Roessing                                |
| 112        | 112       | Der entfernte Hosenboden               | 9. Apr. 1976       | Eddie Lyons                                                 |
| 113        | 113       | Das Schwein am Telefon                 | 23. Apr. 1976      | Andy Clyde, Harry Gribbon                                   |
| 114        | 114       | Petroleumsuppe                         | 30. Apr. 1976      | Harry Langdon                                               |
| 115        | 115       | Die entflammten Beinkleider            | 7. Mai 1976        | James Finlayson                                             |
| 116        | 116       | Die Süße mit der Zappelmacke           | 14. Mai 1976       | Fatty Arbuckle, Buster Keaton                               |
| 117        | 117       | Charley, der Gestählte                 | 21. Mai 1976       | Charley Chase, Martha Sleeper, Paul Parrott                 |
| 118        | 118       | Die Braut mit dem Ungeziefer           | 28. Mai 1976       | James Finlayson, Oliver Hardy                               |
| 119        | 119       | Der Schaffner und sein Vamp            | 4. Juni 1976       | Ralph Graves                                                |
| 120        | 120       | Der geschwollene Figaro                | 11. Juni 1976      | Harry Langdon, Vernon Dent                                  |
| 121        | 121       | Der Pudel im Staubsauger               | 18. Juni 1976      | Billy Bevan                                                 |
| 122        | 122       | Der Senator auf dem Bügeleisen         | 25. Juni 1976      | Eddie Boland                                                |
| 123        | 123       | Der Kopf in der Salatschüssel          | 2. Juli 1976       | Ben Turpin                                                  |
| 124        | 124       | Der Schürzenjäger in der Waschmaschine | 9. Juli 1976       | Ford Sterling                                               |
| 125        | 125       | Die umfangreiche Schülerin             | 16. Juli 1976      | Buster Keaton, Fatty Arbuckle                               |
| 126        | 126       | Die Dicke auf dem Teewagen             | 23. Juli 1976      | Charley Chase, James Finlayson, Katherine Grant             |
| 127        | 127       | Der Elefant im Schlafzimmer            | 6. Aug. 1976       | Jimmie Adams                                                |
| 128        | 128       | Der unerwünschte Romeo                 | 13. Aug. 1976      | Bobby Vernon, Jack Duffy, Walter Hiers                      |
| 129        | 129       | Liebe im Straßenverkehr                | 20. Aug. 1976      | Bobby Ray                                                   |
| 130        | 130       | Der angeekelte Zuschauer               | 27. Aug. 1976      | Buster Keaton, Fatty Arbuckle                               |
| 131        | 131       | Das empfindliche Euter                 | 3. Sep. 1976       | Charley Chase, Paul Parrott, Oliver Hardy                   |
| 132        | 132       | Die schluchzende Geige                 | 10. Sep. 1976      | Billy West, Oliver Hardy                                    |
| 133        | 133       | Die Faust im Auge des Gesetzes         | 17. Sep. 1976      | Buster Keaton                                               |
| 134        | 134       | Ein unsittlicher Film                  | 24. Sep. 1976      | Oliver Hardy                                                |
| 135        | 135       | Kopfsprung ins Glück                   | 4. März 1977       | Buster Keaton                                               |
| 136        | 136       | Ein charmanter Spinner                 | 11. März 1977      | Charley Chase                                               |
| 137        | 137       | Die Dame mit dem Vollbart              | 18. März 1977      | Harry Langdon                                               |
| 138        | 138       | Der falsche Konsul                     | 25. März 1977      | Ralph Graves                                                |
| 139        | 139       | Die rüstigen Liebhaber                 | 1. Apr. 1977       | Harry Langdon                                               |
| 140        | 140       | Eine lästige Wampe                     | 15. Apr. 1977      | Ray McKee, Mary Ann Jackson                                 |
| 141        | 141       | Ihre Majestät schlägt zu               | 22. Apr. 1977      | Harry Langdon                                               |
| 142        | 142       | Hiebe am Nachmittag                    | 29. Apr. 1977      | Harry Langdon                                               |
| 143        | 143       | Die Dame ist blau                      | 7. Okt. 1977       | Harry Langdon                                               |
| 144        | 144       | Mit der Keule auf die Omme             | 14. Okt. 1977      | Marie Prevost                                               |
| 145        | 145       | Die verbitterte Oma im Stroh           | 21. Okt. 1977      | Oliver Hardy, Larry Semon                                   |
| 146        | 146       | Sie fahren im Hemd                     | 28. Okt. 1977      | Stan Laurel                                                 |
| 147        | 147       | Der Geselle im Brotteig                | 4. Nov. 1977       | Ben Turpin, Billy Bevan                                     |
| 148        | 148       | Ein Sheriff im Unterrock               | 11. Nov. 1977      | Oliver Hardy, Larry Semon                                   |
| 149        | 149       | Zertrampelte Staatsrobe                | 18. Nov. 1977      | Mabel Normand, James Finlayson                              |
| 150        | 150       | Erotik in Uniform                      | 25. Nov. 1977      | Larry Semon                                                 |
| 151        | 151       | Der Dicke im Damensalon                | 2. Dez. 1977       | Buster Keaton, Fatty Arbuckle                               |
| 152        | 152       | Ein Nachmittag ohne Hosen              | 9. Dez. 1977       | James Finlayson                                             |
| 153        | 153       | Geschwollene Waden                     | 16. Dez. 1977      | Charley Chase                                               |
| 154        | 154       | Der gnadenlose Schwergewichtler        | 23. Dez. 1977      | Buster Keaton, Fatty Arbuckle                               |
| 155        | 155       | Vor dem Throne des Satans              | 30. Dez. 1977      | Bobby Dunn                                                  |
| 156        | 156       | Bitte, nicht wieder schlagen           | 3. März 1978       | Eddie Clayton                                               |
| 157        | 157       | Teller, Tränen, Turteltauben           | 10. März 1978      | Charley Chase                                               |
| 158        | 158       | Eine Biene hat sich verirrt            | 17. März 1978      | Will Rogers, Marie Mosquini                                 |
| 159        | 159       | Ich komme aus dem Krankenhaus          | 31. März 1978      | Jimmy Aubrey                                                |
| 160        | 160       | Niederschläge im Warenhaus             | 7. Apr. 1973       | Bobby Vernon, Jack Duffy                                    |
| 161        | 161       | Diese Dame ist ein Kerl                | 14. Apr. 1973      | Stan Laurel, Oliver Hardy                                   |
| 162        | 162       | Wollen Majestät einen zwitschern?      | 21. Apr. 1973      | Will Rogers                                                 |
| 163        | 163       | Ihr Busen bebt                         | 28. Apr. 1973      | Vernon Dent                                                 |
| 164        | 164       | Der geigende Gatte                     | 6. Okt. 1978       | Oliver Hardy                                                |
| 165        | 165       | Der Dicke sieht rot                    | 13. Okt. 1978      | Fatty Arbuckle, Charlie Chaplin                             |
| 166        | 166       | Ein wahrer Mensch                      | 20. Okt. 1978      | Ben Turpin                                                  |
| 167        | 167       | Exzellenz essen für drei               | 27. Okt. 1978      | Snub Pollard                                                |
| 168        | 168       | Liebe, Zucht und Ordnung               | 3. Nov. 1978       | Arthur Stone                                                |
| 169        | 169       | Keine Feier ohne Eier                  | 10. Nov. 1978      | Billy West, Oliver Hardy                                    |
| 170        | 170       | Dein Sheriff, das unbekannte Wesen     | 17. Nov. 1978      | Bobby Dunn                                                  |
| 171        | 171       | Der federnde Po                        | 24. Nov. 1978      | Billy West                                                  |
| 172        | 172       | Die Leiden des 2ten Gatten             | 2. März 1979       | Clyde Cook                                                  |
| 173        | 173       | Die magische Pille                     | 9. März 1979       | Charley Chase                                               |
| 174        | 174       | Stabile Eierkuchen                     | 16. März 1979      | Lige Conley                                                 |
| 175        | 175       | Der Griff in die falsche Hose          | 23. März 1979      | Clyde Cook                                                  |
| 176        | 176       | Ein Besuch beim Bullen                 | 30. März 1979      | Ray McKee                                                   |
| 177        | 177       | Ein kecker Knabe                       | 6. Apr. 1979       | Paul Parrott                                                |
| 178        | 178       | Die Sache mit dem Spargel              | 20. Apr. 1979      | Charley Chase, Muriel Evans                                 |
| 179        | 179       | Das unkeusche Foto                     | 27. Apr. 1979      | Ben Turpin                                                  |
| 180        | 180       | Die fliegenden Torten                  | 16. Nov. 1984      | Edgar Kennedy, Vivien Oakland                               |
| 181        | 181       | Immer wieder neue Autos                | 23. Nov. 1984      | –                                                           |
| 182        | 182       | Immer eine Dame zuviel                 | 30. Nov. 1984      | –                                                           |
| 183        | 183       | Geben Sie den Barsch her!              | 7. Dez. 1984       | Edgar Kennedy                                               |
| 184        | 184       | Katastrophe im Schlafwagen             | 14. Dez. 1984      | Edgar Kennedy, Florence Lake                                |
| 185        | 185       | Eine Planierraupe, welche Raupe!       | 21. Dez. 1984      | Edgar Kennedy, Florence Lake                                |
| 186        | 186       | Im Banne der hübschen Beine            | 13. Sep. 1985      | Bobby Vernon                                                |
| 187        | 187       | Gangstern auf der Spur                 | 20. Sep. 1985      | Bobby Vernon                                                |
| 188        | 188       | Der Sittenwächter ohne Hose            | 27. Sep. 1985      | Billy Gilbert, Charley Chase, Muriel Evans                  |
| 189        | 189       | Reich und beknackt                     | 4. Okt. 1985       | –                                                           |
| 190        | 190       | Der strapazierte Hosenboden            | 11. Okt. 1985      | Eddie Lyons, Eddie Clayton                                  |
| 191        | 191       | Das mißbrauchte Appartement            | 18. Okt. 1985      | Edgar Kennedy, Florence Lake                                |
| 192        | 192       | Ein Supercocktail für die Dame         | 25. Okt. 1985      | Leon Errol, Dorothy Granger                                 |
| 193        | 193       | Die fremde Braut am Boden              | 8. Nov. 1985       | Leon Errol, Dorothy Granger                                 |
| 194        | 194       | Eifersucht und Hühnerjagd              | 15. Nov. 1985      | Leon Errol, Dorothy Granger                                 |
| 195        | 195       | Ein unschönes Spielerleben             | 22. Nov. 1985      | Leon Errol, Dorothy Granger                                 |
| 196        | 196       | Vater mit kecken Knaben                | 29. Nov. 1985      | –                                                           |
| 197        | 197       | Der chinesische Freund                 | 6. Dez. 1985       | Leon Errol, Dorothy Granger                                 |
| 198        | 198       | Bette sich, wer kann                   | 13. Dez. 1985      | Leon Errol, Dorothy Granger                                 |
| 199        | 199       | Der Liebe Glanz und Elend              | 31. Mai 1986       | –                                                           |